# Prędkościomierz kontrolny
Prędkościomierz kontrolny – przyrząd do pomiaru prędkości pojazdów w ruchu drogowym, który wykonuje pomiar prędkości pojazdu kontrolowanego na podstawie:
a) pomiaru prędkości pojazdu, w którym przyrząd ten jest zainstalowany, albo
b) pomiaru czasu przebycia przez pojazd kontrolowany odcinka drogi o określonej długości.